# Chimarra patosa
Chimarra patosa är en nattsländeart som beskrevs av Ross 1956. Chimarra patosa ingår i släktet Chimarra och familjen stengömmenattsländor. Inga underarter finns listade i Catalogue of Life.